# آلن هولدر
آلن هولدر (انگلیسی: Alan Holder; ۱۰ دسامبر ۱۹۳۱ – ژوئن ۲۰۱۳) بازیکن فوتبال اهل بریتانیا بود.
از باشگاه‌هایی که در آن بازی کرده‌است می‌توان به باشگاه فوتبال لینکولن سیتی، باشگاه فوتبال ناتینگهام فارست، باشگاه فوتبال آکسفورد یونایتد، و باشگاه فوتبال ترانمره راورز اشاره کرد.